# Blossia albocaudata
Blossia albocaudata är en spindeldjursart som beskrevs av Levy och Shulov 1964. Blossia albocaudata ingår i släktet Blossia och familjen Daesiidae. Inga underarter finns listade.